# 120461 Gandhi
120461 Gandhi este o planetă minoră (asteroid) din centura de asteroizi. A fost descoperită pe 10 octombrie 1990 la Thüringer Landessternwarte Tautenburg⁠(d) de Freimut Börngen. 
Obiectul prezintă o orbită caracterizată de o semiaxă mare de 2,3014258383102 UAi, o excentricitate de 0,18547888843038, o înclinație de 5,5292271554353 ° în raport cu ecliptica.